# Jacques Zeimet
Jacques Zeimet ist ein luxemburgischer Spieleautor, der vor allem für verschiedene schnelle Kartenspiele wie Kakerlakenpoker oder Dodelido bekannt ist. Mehrere seiner Spiele wurden ausgezeichnet oder auf die Empfehlungslisten verschiedener Spielepreise aufgenommen.

## Biografie
Jacques Zeimet begann Mitte der 1990er Jahre damit, Spiele zu entwickeln. Dabei konzentrierte er sich anfangs auf Geschicklichkeitsspiele wie Bamboleo und Hamsterrolle, bei denen es jeweils darum ging, Holzteile auf eine bewegliche Plattform oder einer Rolle zu platzieren und durch Ausbalancieren zu versuchen, diese stabil zu halten. Später folgten schnelle Kartenspiele, darunter vor allem das Spiel Kakerlakenpoker, das 2004 bei Drei Magier Spiele erschien und im gleichen Jahr auf die Empfehlungsliste zum Spiel des Jahres aufgenommen wurde. In ähnlicher Aufmachung erschienen unter dem Label Drei Magier bei Schmidt Spiele weitere Spiele wie Kakerlakensalat, Kakerlakensuppe, Tarantel Tango, Kakerlakentanz und 2017 das Bluff-Brettspiel Kakerlaken-Duell. Das 2011 erschienene Spiel Geistesblitz, das 2015 bei dem Verlag Drei Hasen in der Abendsonne erschienene Spiel Die fiesen 7 und das 2017 erschienene Spiel  Dodelido wurden ebenfalls vom Verein Spiel des Jahres empfohlen.

## Ludografie (Auswahl)
- 1996: Ziff Zoff
- 1996: Bamboleo
- 2000: Hamsterrolle
- 2002: Hands up
- 2003: Schicki Micki
- 2004: Kakerlakenpoker
- 2004: Knapp daneben
- 2005: San Ta Si
- 2007: Die Sprache des Manitu
- 2007: Mäuse Karussel
- 2007: Kakerlakensalat
- 2008: Kakerlakensuppe
- 2009: Tarantel Tango
- 2010: Taiga
- 2010: Geistesblitz
- 2010: Geistertreppe: Das Kartenspiel (Kartenspielvariante von Geistertreppe)
- 2011: Graffiti
- 2012: Kakerlakenpoker Royal
- 2012: Geistesblitz 2.0
- 2013: Pelican Bay
- 2014: Kakerlakentanz
- 2015: Die fiesen 7
- 2015: Bad Bunnies
- 2016: Dodelido
- 2017: Kakerlaken-Duell
- 2018: Geistesblitz junior
- 2019: Ratto Zakko
- 2020:  Dodelido extreme
- 2020: Jumping Cups (mit René Brons)
- 2020: Candies Challenge
- 2021: Hula-Hoo!
- 2021: Heuschrecken Poker
- 2021: Geistesblitz Würfelblitz
- 2023: Koole Klötze (mit Claude Weber)
- 2024:  Quabbl
- 2024:  Henrys Hennen

## Auszeichnungen
- Spiel des Jahres – Empfehlungsliste
  - 2004: Kakerlakenpoker
  - 2008: Kakerlakensalat
  - 2011: Geistesblitz
  - 2016: Die fiesen 7
  - 2017: Dodelido
- Spiel der Spiele
  - 2005, Spiele Hit für Zwei: San Ta Si
- À-la-carte-Kartenspielpreis
  - 2004: Kakerlakenpoker (Platz 3)
  - 2008: Kakerlakensalat (Platz 4)
  - 2015: Bad Bunnies (Platz 5)
  - 2016: Die fiesen 7 (Platz 7)

- Deutscher Lernspielpreis
  - 2011: Graffiti